# モリーゼ州

モリーゼ州
Regione Molise

モリーゼ州（モリーゼしゅう、イタリア語: Molise）は、イタリア共和国南部の州。州都はカンポバッソ。
モリーゼ州は2つの県に分けられ、約30万人の人口を有する。面積・人口の点で、ヴァッレ・ダオスタ州に次いでイタリアで2番目に小さな州である。

## 名称
イタリア語: Molise は、/moˈliːze/ と発音される。
標準イタリア語以外では以下の名称を持つ。
- モリーゼ方言 (Dialetto molisano) : Mulise /mʌ'li:sə/

## 地理

### 位置・広がり
イタリア半島の中ほどに位置する州で、東海岸（アドリア海）に面している。
州都カンポバッソは州南部の内陸に位置し、ナポリから北北東へ約86km、ペスカーラから南南東へ約107km、首都ローマから東南東へ約187km、バーリから西北西へ約191kmの距離にある。
州の面積は 4,438 km2 であり、ヴァッレ・ダオスタ州に次いでイタリアでは2番目に小さな州である。
隣接する州は以下の通り。
- プッリャ州 - 南東
- カンパニア州 - 南西
- ラツィオ州 - 西
- アブルッツォ州 - 北西

### 主要な都市
人口7000人以上のコムーネは以下の通り。人口は2011年1月1日現在。
- カンポバッソ （カンポバッソ県） - 50,916人
- テルモリ （カンポバッソ県） - 32,873人
- イゼルニア （イゼルニア県） - 22,150人
- ヴェナフロ （イゼルニア県） - 11,535人
- ボヤーノ （カンポバッソ県） - 8,175人
- カンポマリーノ （カンポバッソ県） - 7,208人
- ラリーノ （カンポバッソ県） - 7,095人

- カンポバッソ
- テルモリ
- イゼルニア

## 歴史
1963年、アブルッツィ・エ・モリーゼ州 (Abruzzi e Molise) を分割し、アブルッツォ州とモリーゼ州を置くことが決定する。モリーゼ州が実際に自治体として発足したのは、1970年のことである。イタリア20州のうち、最も新しい州である。1970年にはカンポバッソ県からイゼルニア県が分割された。

## 行政区画
モリーゼ州は、以下の2県からなる。

モリーゼ州と各県

左端の数字はISTATコード、アルファベット2文字は県名略記号を示す。人口は2011年1月1日現在。面積の単位はkm²。
|     |    | 県名           | 綴り       | 県都         | 面積  | 人口    |
| --- | -- | -------------- | ---------- | ------------ | ----- | ------- |
| 070 | CB | カンポバッソ県 | Campobasso | カンポバッソ | 2,909 | 231,086 |
| 094 | IS | イゼルニア県   | Isernia    | イゼルニア   | 1,529 | 88,694  |

## 経済・産業
農業分野では中小・零細規模の経営を含めて、高い品質の生産物を提供している。農業生産品としてはワイン、穀物、オリーブ油、野菜、果物、乳製品がある。伝統的な農産品としては、豆の一種であるグラスピー（cicerchia）や、小麦の一種であるファッロ（Farro）がある。モリーゼ州原産のブドウ品種としてティンティリア（Tintilia）がある。
テルモリにはフィアット社の大規模な工場があるが、州の産業分野で支配的なのは、州各地に広く散在する中小規模の建設業である。重要な産業分野としてはほかに食品加工業が挙げられ、パスタ、食肉、乳製品、食用油、ワインが州の伝統的な産品である。サービス業部門では流通業、ホテル業、ケータリング業が大きな役割を占め、運輸・通信業、銀行・保険業がこれに続く。わずかな例外を除けば、あらゆる産業部門で総じて企業規模は小さく、全国規模での州産品販売を困難なものとしている。
2002年に発生した地震（モリーゼ地震 (2002年)）の後、州の一部自治体を対象として、耐震性を高めるための建築・補修に州予算による補助を行う政策がとられることとなった。この政策の受益者の例としてはテルモリの近くのラリーノが挙げられる。ラリーノでは慎重な調査によって市街の歴史的な色彩を回復する政策がとられ、家屋には淡いパステルカラーの色彩が施されて美しい都市へと景観を変じている。ラリーノは観光業の中心地となり、また世界各国に流出した人々が歴史的中心街に戻って居住する動きも見られた。
北に隣接するアブルッツォ州のペスカーラ（アブルッツォ空港）に、他のヨーロッパ諸国や北米からの航空便が到着するために、国際的な観光は増加している。観光客は、手つかずのビーチや、比較的に混雑の少ない状況、穏やかな暮らし方に関心を楽しんでいる。

## 文化

### 言語・民族
モリーゼ州には、多くのクロアチア人 (en:Molise Croats) とアルバニア人 (en:Arbëreshë people) が居住している。
2006年の国立統計研究所（ISTAT）の統計によれば、6歳以上の住民の家庭内での会話における言語状況は以下の通り。イタリア語（Italiano）、地方言語（Dialetto）、他の言語（Altra lingua）についてのデータで、左列が全国平均、右列がモリーゼ州の数値である。
| 家庭内の会話における使用言語           | 全国  | 州    |
| -------------------------------------- | ----- | ----- |
| イタリア語のみ、あるいは主にイタリア語 | 45.5% | 31.6% |
| 地方言語のみ、あるいは主に地方言語     | 16.0% | 24.2% |
| イタリア語と地方言語の双方             | 32.5% | 42.3% |
| 他の言語                               | 5.1%  | 1.1%  |

## スポーツ

### サッカー
州内に本拠を置くプロサッカークラブとしては以下がある。
- SSDチッタ・ディ・カンポバッソ（英語版） （カンポバッソ県カンポバッソ）

4部リーグ（アマチュア最上位リーグ）のセリエDでは、エミリア＝ロマーニャ州・マルケ州・アブルッツォ州のチームとともにジローネFに属する。モリーゼ州の地方リーグ（5部リーグ）として、エッチェッレンツァ・モリーゼ (it:Eccellenza Molise) がある。

## 人物

### 著名な出身者
- ケレスティヌス5世 - 13世紀の聖職者、ローマ教皇（在位：1294年）。イゼルニア生まれ。
- ディノ・ブラボー - カナダを中心に活動したプロレスラー。カンポバッソ生まれ。
- アントニオ・ディ・ピエトロ - 検事・政治家、欧州議会議員。モンテネーロ・ディ・ビザッチャ生まれ。
- パスクアーレ・グラビーナ - バスケットボール選手。カンポバッソ生まれ。

### ゆかりの人物
- エリオ・ジェルマーノ - 俳優。ローマ生まれ、モリーゼ州育ち。